# Věra Bartošková (politička)
Věra Bartošková (* 29. září 1943 Řeporyje) byla česká a československá politička Československé strany lidové a poslankyně Sněmovny lidu Federálního shromáždění za normalizace.

## Biografie
K roku 1986 se profesně uvádí jako vedoucí tajemnice Městského výboru Československé strany lidové v Praze.
Ve volbách roku 1986 zasedla za ČSL do Sněmovny lidu (volební obvod č. 15 – Praha-západ). Ve Federálním shromáždění setrvala do konce funkčního období, tedy do svobodných voleb roku 1990. Netýkal se jí proces kooptací do Federálního shromáždění po sametové revoluci.